# Il Monaco che vinse l'Apocalisse
 Il Monaco che vinse l'Apocalisse és una pel·lícula italiana del 2024 dirigida per Jordan River.
La pel·lícula està lliurement inspirada en les visions de l'apocalipsi descrites per Joaquim de Fiore.

## Sinopsi
30 de març de 1202 dC. Joaquim es desperta d'un somni apocalíptic. A les escarpades muntanyes, funda el seu monestir basat en l'esperança, anomenant-lo Fiore (Flor). Escriu en un pergamí la profecia de la Tercera Era. Explica el significat del Drac de Set Caps. Joaquim torna a les muntanyes nevades per al seu nou viatge, conscient que “la flor encara no és fruit”, sinó “l'esperança del fruit”.

## Premis i nominacions
- Best Script Awards (London, UK)
  - 2024 - Best Script Award[1]
- Global Music Awards (Los Angeles, USA)
  - 2024 - Gold Medal Original Score[2]
- Accolade Global Film Competition (Los Angeles, USA)
  - 2024 - Award of Excellence Original Score
- Your Way International Film Festival (Malta)
  - 2024 - Best Original Score
- Tracks Music Awards (Los Angeles, USA)
  - 2024 - Best Original Score
- Septimius Awards (Amsterdam, Netherlands)
  - 2024 - Nomination Best Costume Design
  - 2024 - Nomination Best Soundtrack
  - 2024 - Nomination Best Makeup & Hairstyling
  - 2024 - Nomination Best European Actor.[3]
- Terni International Film Festival.[4]
  - 2024 - Best Film
  - 2024 - Best Photography
  - 2024 - Best Scenography
  - 2024 - Best VFX
- 78° Festival internazional del cinema di Salerno
  - 2024 - Best Film.[5]

## Estrena en cinemes
La pel·lícula es va estrenar a Itàlia el 5 de desembre de 2024.
La mostra als Estats Units tindrà lloc el 26 de febrer de 2025 al Teatre Xinès TCL de Hollywood, selecció oficial de la 20a edició del Festival de Cinema de Los Angeles.